# Hande Erçel
Hande Erçel (Balıkesir, 24 de novembro de 1993) é uma atriz turca. Ela é principalmente conhecida pelos seu papéis como Selin Yılmaz em Güneşin Kızları, Aşk Laftan Anlamaz (2016-2017), e Sen Çal Kapımı (2020-2021), conseguindo ao longo dos anos ganhar cada vez mais reconhecimento nacional e internacional, e numerosos prémios oficiais e não oficiais. Em 2012, Hande Erçel foi coroada Miss Turquia, e ficou em segundo lugar na Miss Civilização da Beleza Mundial. 
Hande Erçel fez a sua estreia como actriz coadjuvante na série Çalıkuşu (2013-2014). Teve outros papéis de apoio em séries tais como Çılgın Dersane Üniversitede (2014). Tornou-se mais conhecida no campo turco quando jogou contra Selen Karahanlı em Hayat Ağacı (2014). Depois do seu sucesso a interpretar Selin Yılmaz em Güneşin Kızları, conseguiu outros papéis de destaque em séries como Aşk Laftan Anlamaz, Siyah İnci (2017-2018), Halka (2019), Azize (2019) e Sen Çal Kapımı, vendidos a mais de 90 países.
Em 2023, Hande Erçel foi escalada no papel de Leyla Gediz, uma promotora da República, ao lado de Burak Deniz para a produção Bambaşka Biri, a qual foi exibida por 16 episódios no canal NOW (antigo canal FOX) e conquistou os prêmios internacionais Rose D'Or e Seoul International Drama Awards.
Ao longo da sua carreira profissional, Hande Erçel conseguiu ser a artista turca mais jovem a ter o maior número de prémios (oficiais e não oficiais) na indústria turca, e a artista turca com mais seguidores numa rede social. Atualmente namora o empresário turco Hakan Sabanci.

## Anos iniciais
Hande Erçel nasceu a 24 de Novembro de 1993 em Bandırma e é filha de Aylin Erçel e Kaya Erçel. Ela tem apenas uma irmã, Gamze Erçel. Ela teve uma infância particular, pois, durante algum tempo, foram os seus avós que a criaram na cidade onde nasceu. 
Embora o seu pai sempre quisesse que ela estudasse medicina, o seu grande talento para a representação era evidente desde muito jovem. E embora inicialmente concordasse com o seu pai, acabou por perceber que o seu futuro estava ligado ao mundo artístico. 
Decidiu tornar-se independente e mudou-se para Istambul para iniciar os seus estudos na Mimar Sinan University of Fine Arts, onde entrou no departamento de Artes Tradicionais Turcas. Enquanto trabalhava em vários sectores, era um modelo, apresentadora de televisão, e entrou no mundo da representação profissional em 2013, quando conseguiu um papel para o episódio três da série "Tatar Ramazan", e fez a sua primeira aparição como atriz. Um ano mais tarde, fez a sua estreia como atriz coadjuvante num episódio da série Çalıkuşu onde interpreta Zahide, uma jovem que fica acamada devido a uma doença muito grave, nesse mesmo ano actuou noutras séries como Çılgın Dersane Üniversitede onde interpretou Meryem e aprendeu linguagem gestual para a interpretar, e na série Hayat Ağacı onde interpretou Selen Karahanlı. 
Algum tempo depois, ela teve de abandonar os seus estudos por falta de tempo, uma vez que não conseguiu combiná-los com os seus projectos profissionais. No entanto, a actriz reiterou em mais de uma ocasião que espera continuar a sua carreira universitária e confessou também que se não tivesse tido sucesso no mundo da representação, o seu plano b era sempre o de criar uma oficina de pintura e poder realizar uma exposição dos seus quadros.

## Carreira

### 2013-2014: Começos
Em 2013, Erçel conseguiu um papel para o episódio 3 da série Tatar Ramazan, onde fez a sua primeira aparição como actriz. Um ano mais tarde, fez a sua estreia como actriz coadjuvante num episódio da série Çalıkuşu onde interpreta Zahide, uma jovem que fica acamada devido a uma doença muito grave.
No mesmo ano, actuou em outras séries, tais como "'Çılgın Dersane Üniversitede (onde interpretou Meryem) e na série Hayat Ağacı (onde interpretou Selen Karahanlı).

### 2015-2022: Revelação, Reconhecimento e Projetos
Em 2015, Hande Erçel conseguiu o seu primeiro papel principal na série Güneşin Kızları onde interpretou Selin Yılmaz e pelo qual ganhou três prémios, incluindo o Golden Butterfly Awards.
Durante 2016-2017 veio o seu segundo papel principal na série Aşk Laftan Anlamaz (2016-2017) onde interpretou Hayat Uzun, juntamente com Burak Deniz, e com a qual começou a tornar-se conhecida internacionalmente. Em 2016 ela também se tornou um dos representantes da marca L'Oréal Paris. Em 2017 trabalhou num anúncio para a marca DeFacto, juntamente com Aras Bulut İynemli.
Sete meses depois de terminar a sua última série, ela conseguiu outro papel de liderança para a série Siyah Inci, onde obteve o papel de Hazal Şulabı.
Em 2019, ela estrelou na série Halka onde obteve o papel de Müjde ao lado de Serkan Çayoğlu. No mesmo ano tocou Azize Günay na série Azize, juntamente com Buğra Gülsoy, que embora tenha recebido críticas de rave, foi cancelada após seis episódios devido à sua baixa classificação devido à forte competição de transmissão nesse dia da semana.
Em 2020-2021, veio um dos seus últimos papéis de liderança com o qual alcançou maior reconhecimento e fama internacional; Sen Çal Kapımı onde interpretou Eda Yıldız ao lado de Kerem Bürsin. A série bateu recordes ao tornar-se a série mais falada nas redes sociais como o Twitter, batendo o Game of Thrones, e sendo vendida a mais de 90 países e subindo.
No mesmo ano iniciou a sua associação como modelo com a marca Nocturne, com a qual realizou várias campanhas e alcançou um maior reconhecimento internacional da marca ao abrir filiais nos EUA, Londres e França. No último ano também fez campanhas publicitárias com marcas como a Signal e iniciou a sua associação com a marca Atasay Jewelry, sendo a imagem da marca, fazendo várias campanhas publicitárias e concebendo uma colecção de jóias, conseguiu ser a primeira artista turca a aparecer na fachada do Burj Khalifa, o edifício mais alto do mundo, e também conseguiu revalorizar e internacionalizar a marca, que entrou nas TOP10 joalharias de todo o mundo.

### 2023-presente: Projetos, Prêmios
Em maio de 2023, Hande Erçel brilhou no Festival de Cinema de Cannes como embaixadora da marca de sorvetes Magnum. Ela participou da festa exclusiva da Magnum, realizada na La Croisette, onde se destacou com dois looks assinados pelo estilista Hakan Yıldırım. Além de Hande Erçel, a festa contou com a presença de celebridades internacionais como Eva Longoria, Irina Shayk, Nicole Scherzinger e Karlie Kloss.
Em março de 2024, Hande Erçel tornou-se "amiga da marca" da renomada joalheria italiana Pomellato. 
Durante o 77º Festival de Cinema de Cannes, realizado em maio de 2024, a atriz turca fez sua estreia oficial no tapete vermelho como convidada da renomada joalheria italiana Pomellato. para a estreia do filme Megalopolis, de Francis Ford Coppola. Para a ocasião, escolheu um vestido vermelho da coleção Pré-Outono 2023 da grife francesa Balmain.
Hande Erçel foi homenageada na Gala Anual da American Turkish Society, realizada em 28 de outubro de 2024, no Cipriani 42nd Street, em Nova York, Estados Unidos. O evento celebrou o sucesso global do cinema e da televisão turcos, destacando figuras proeminentes da indústria por suas contribuições significativas. Além de Hande Erçel, atores como Halit Ergenç e Serenay Sarıkaya também foram reconhecidos por seu impacto substancial no setor.
Durante a edição de 2025 do Joy Awards, realizada em 18 de janeiro em Riad, Arábia Saudita, a atriz turca Hande Erçel apresentou o Prêmio Honorário  ao renomado estilista libanês Zuhair Murad, reconhecido por sua contribuição significativa à moda internacional.
Em seu quinto ano de colaboração com a marca de roupas Nocturne, a atriz Hande Erçel e a marca lançaram a coleção primavera/verão de 2025, intitulada Inspired by Her. Nesta ocasião, a artista não apenas emprestou sua imagem, mas participou de forma ativa e direta no processo criativo das peças que compõem a coleção.
Em abril de 2025, a atriz tornou-se embaixadora global da renomada joalheria italiana Pomellato. Ela se junta a outras embaixadoras da marca, como Philippine Leroy-Beaulieu, Pilar Fogliati e Benedetta Porcaroli.
Hande Erçel escreveu a história do filme İki Dünya Bir Dilek (Dois Mundos, Um Desejo), no qual também desempenha o papel principal. O filme é uma produção da Taff Pictures, com direção de Ketche (Hakan Kırvavaç) e o roteiro foi desenvolvido pela roteirista Elçin Muslu, e será lançado na plataforma de streaming Prime Video.
A história acompanha dois jovens, Can (interpretado por Metin Akdülger) e Bilge, que se conhecem em uma noite de Ano Novo em 1998. Anos depois, eles se reencontram como adultos — Can é um arqueólogo renomado e Bilge, uma advogada de sucesso. Juntos, eles revivem memórias da infância e enfrentam desafios que testam a força de sua conexão. 
Em sua segunda aparição no tapete vermelho no Festival de Cinema de Cannes, a atriz Hande Erçel marcou presença na première de Mission: Impossible – The Final Reckoning, realizada em 14 de maio de 2025. Para a ocasião, a artista optou por um elegante vestido rosa, sem alças, pertencente à coleção Haute Couture de outono de 2024 da renomada grife Giambattista Valli. 

## Filmografia

### Televisão
| Ano          | Título                      | Personagem                   | Notas        |
| ------------ | --------------------------- | ---------------------------- | ------------ |
| 2013         | Tatar Ramazan               | Ela mesma                    | Coadjuvante  |
| 2013         | Çalıkuşu                    | Zahide                       |              |
| 2014         | Çılgın Dersane Üniversitede | Meryem                       |              |
| 2014         | Hayat Ağacı                 | Selen Karahanlı              |              |
| 2015–2016    | Güneşin Kızları             | Selin Yılmaz                 | Protagonista |
| 2016–2017    | Aşk Laftan Anlamaz          | Hayat Uzun                   | Protagonista |
| 2017–2018    | Siyah İnci                  | Hazal Şulabı / Naz Demiroğlu | Protagonista |
| 2019         | Halka                       | Müjde Akay                   | Protagonista |
| 2019         | Azize                       | Azize Günay / Melek Aydın    | Protagonista |
| 2020-2021    | Sen Çal Kapımı              | Eda Yıldız                   | Protagonista |
| 2023-2024    | Bambaşka Biri               | Leyla Gediz                  | Protagonista |
| Pré-produção | Gözyaşı Kraliçesi           |                              | Protagonista |

### Cinema
| Ano  | Título                                                     | Personagem                 | Produtora               | Notas                               |
| ---- | ---------------------------------------------------------- | -------------------------- | ----------------------- | ----------------------------------- |
| 2020 | Mest-i Aşk (Intoxicated by Love)                           | Kimya Hatun                | Simarya Film Production | Lançamento: 2024                    |
| 2025 | Rüzgara Bırak (EN: Chasing the Wind; PT-BR: Rumo ao Vento) | Aslı Mansoy (protagonista) | O3 Medya                | Lançamento: 14 de fevereiro de 2025 |

### Streaming
| Ano  | Título                  | Personagem                 | Plataforma  | Produtora     | Status                          |
| ---- | ----------------------- | -------------------------- | ----------- | ------------- | ------------------------------- |
| 2025 | Reminder (Aşkı Hatırla) | Güneş Güner (protagonista) | Disney+     | O3 Medya      | Lançamento: 18 de Junho de 2025 |
| 2025 | Iki Dünya Bir Dilek     | Bilge Tanil (protagonista) | Prime Video | Taff Pictures | Em produção                     |

### Videoclipe
| Ano  | Cantor(a)    | Música          | Notas             |
| ---- | ------------ | --------------- | ----------------- |
| 2017 | Demir Yağmur | Canın Sağ Olsun | com Rıza Kocaoğlu |

## Prêmios e indicações
| Ano  | Prêmio                                   | Categoria                                               | Trabalho           | Resultado |
| ---- | ---------------------------------------- | ------------------------------------------------------- | ------------------ | --------- |
| 2015 | 42. Premios Altın Kelebek                | Estrela em ascensão                                     | Güneşin Kızları    | Venceu    |
| 2016 | Premios a los logros de ITÜ EMÖS         | Atriz mais exitosa en uma serie de televisão            | Güneşin Kızları    | Venceu    |
| 2016 | Turkey Youth Awards                      | Melhor atriz de série de televisão                      | Güneşin Kızları    | Indicado  |
| 2016 | Premios KTÜ Media                        | Melhor atriz revelação                                  | Güneşin Kızları    | Venceu    |
| 2016 | Premios İMK Social Media                 | Melhor atriz                                            | Aşk Laftan Anlamaz | Venceu    |
| 2017 | Premios Dilek de la Universidad Yeditepe | Melhor atriz de comédia                                 | Aşk Laftan Anlamaz | Venceu    |
| 2017 | Premios de la infancia de Turquía        | Melhor atriz de série de televisão                      | Aşk Laftan Anlamaz | Indicado  |
| 2017 | 44. Premios Altın Kelebek                | Melhor atriz de comédia                                 | Aşk Laftan Anlamaz | Venceu    |
| 2017 | Turkey Youth Awards                      | Melhor atriz de serie de televisão                      | Aşk Laftan Anlamaz | Venceu    |
| 2017 | Turkey Youth Awards                      | Melhor publicidade                                      | L'Oréal Paris      | Venceu    |
| 2018 | Marketing Turquia: The One Awards        | Premio mulher                                           | Siyah İnci         | Venceu    |
| 2021 | Premios Golden Wings                     | Melhor atriz do ano                                     | Sen Çal Kapımı     | Venceu    |
| 2021 | Turkey Youth Awards                      | Melhor atriz                                            | Sen Çal Kapımı     | Indicado  |
| 2021 | Ayakli Gazete TV Stars Awards            | Melhor atriz de comedia romântica                       | Sen Çal Kapımı     | Venceu    |
| 2021 | Ayakli Gazete TV Stars Awards            | Melhor casal em uma série de televisão com Kerem Bürsin | Sen Çal Kapımı     | Venceu    |
| 2021 | 47. Premios Altın Kelebek                | Melhor casal (com Kerem Bürsin)                         | Sen Çal Kapımı     | Venceu    |
| 2021 | 47. Premios Altın Kelebek                | Melhor atriz de comédia romântica                       | Sen Çal Kapımı     | Indicado  |
| 2021 | 10. Premios KTÜ Media                    | Melhor casal de série de TV (Hande & Kerem)             | Sen Çal Kapımı     | Venceu    |
| 2022 | Elle Style Awards                        | Garota do ano da Revista Elle                           |                    | Venceu    |
| 2023 | Prêmio Golden Wings                      | Melhor atriz                                            | Bambaşka Biri      | Indicado  |
| 2023 | 49. Premios Altın Kelebek                | Melhor atriz                                            | Bambaşka Biri      | Indicado  |
| 2023 | 49. Premios Altın Kelebek                | Melhor casal (com Burak Deniz)                          | Bambaşka Biri      | Indicado  |
| 2024 | Elle Style Awards                        | Colaboração de Moda do Ano                              | Nocturne           | Venceu    |
| 2024 | Gala Anual da American Turkish Society   | Prêmio honorário pela contribuição à televisão turca    |                    |           |
| 2024 | Women of the Year 2024 - Harper's Bazaar | Estrela Digital do Ano                                  |                    | Venceu    |

## Comerciais
| Ano           | Marca                   | Notas                                                    |
| ------------- | ----------------------- | -------------------------------------------------------- |
| 2016          | Nike                    | Embaixadora                                              |
| 2016          | L'Oréal Paris           | Embaixadora                                              |
| 2017          | Defacto                 | Embaixadora                                              |
| 2020-presente | Nocturne                | Embaixadora                                              |
| 2021          | Kansersiz Yaşam Derneği | Embaixadora                                              |
| 2021-2022     | Signal                  | Embaixadora                                              |
| 2021-2023     | Atasay                  | Embaixadora                                              |
| 2023          | Magnum Cannes 2023      | Embaixadora                                              |
| 2024-presente | Emotion                 | Embaixadora                                              |
| 2024-presente | Pomellato               | Amiga da marca (2024) Embaixadora global (2025-presente) |